# Alien Project
Alien Project é um artista de trance psicodélico de Israel, chamado Ari Linker.
Lançamentos:

- Midnight Sun (Phonokol 2001)

- Dance Or Die (Phonokol 2002)

- Aztechno Dream (TIP World 2002)

- Don’t Worry, Be Groovy! (TIP World 2004)

- Space Jam (TIP World 2004)

- Activation Portal (H20 2007)